# 앨런 파슨스 프로젝트

앨런 파슨스 프로젝트의 앨범

앨런 파슨스 프로젝트(The Alan Parsons Project)는 앨런 파슨스와 에릭 울프슨이 결성하여 1975년에서 1987년까지 활동한 영국의 프로그레시브 록 그룹이다.

## 밴드 역사
1974년 여름, 알란 파슨스와 에릭 울프슨은 Abbey Road 스튜디오에서 만났다. 당시 앨런 파슨스는 핑크 플로이드의 앨범, Dark Side of the Moon을 비롯하여 다수의 EMI 음반사 앨범 제작에 참여해보고 있었고, 에릭 울프슨은 피아노 세션 연주자로서 활동하면서 에드거 앨런 포의 작품에 근거한 콘셉트 앨범을 위해 곡을 쓰고 있었다.
파슨스와 울프슨은 1976년 봄 에드거 앨런 포의 소설과 시를 음악적으로 재현한 데뷔 앨범 Tales of Mystery and Imagination을 발표하여, 캐나다와 뉴질랜드에서 골드 레코드를 수상하였고 그래미상 후보에 올랐다. 77년 발표한 I Robot은 미래 사회의 과학만능으로부터 빚어지는 인간상실을 경고하는 내용을 주제로 하였으며, 이 앨범은 미국에서만 100만매 이상의 판매고를 올렸다.
I Robot에 이은 세 번째 앨범 Pyramid는 고대 이집트에 세워진 피라미드의 불가사의를 주제로 삼았으며, 뒤이은 Eve(79년), The Turn of a Friendly Card(81년), Eye in the Sky(82년)을 통해 알란 파슨스 프로젝트는 기타, 피아노, 신써싸이져, 드럼, 오케스트라를 포함하여 다양한 음향기계를 이용한 독창적인 작품들을 발표하였고, 이 중 The Turn of a Friendly Card, Eye in the Sky는 전 세계적으로 100만매 이상의 판매고를 올렸으며 국내에서도 폭발적인 인기를 끌었다.
The Turn of a Friendly Card와 Eye in the Sky의 연속적인 성공 후, "Project"라는 이름으로 활동한 지 10년 만에 앨런 파슨스 프로젝트는 베스트 앨범을 포함하여, 통산 여덟 번째 앨범으로 Ammonia Avenue을 발표하였다. 이 앨범의 수록 곡 Don't Answer Me는 각종 싱글 차트 상위권을 기록하였고, 음악성 성향은 초창기의 영국색 짙은 프로그레시브 록에서 소프트 록으로 변화하였다.
이후 알란 파슨스 프로젝트는 Vulture Culture(1985.2), Stereotomy(1985.11), Gaudi(1987.1)를 연이어 발표하며 재기를 노렸으나 예전의 인기는 회복하지 못했다. 1988년에 녹음을 시작한 Freudiana는 오스트리아의 유명한 심리학자 지그문트 프로이트의 생애를 주제로 기획된 프로젝트 앨범이었으나 음악의 미래에 대한 알란과 에릭의 이견 때문에, 결국 1990년 에릭 울프슨의 단독 앨범으로 발매되고 말았다. 따라서 실질적으로는 Freudiana가 앨런 파슨스 프로젝트의 특징을 고스란히 담고 있는 마지막 앨범이지만, 공식적으로는 10번째 작품 Gaudi가 그들의 마지막 앨범으로 기록된다.

## 밴드 구성원
- 앨런 파슨스(Alan Parsons) - 프로듀싱, 엔지니어링, 키보드, 기타
- 에릭 울프슨(Eric Woolfson) - 프로듀싱, 작사, 작곡, 보컬, 키보드

## 제작 참여
- 앤드루 파월(Andrew Powell) - 키보드, 오르간, 오케스트라 편곡
- 이언 베언슨 (Ian Bairnson) - 기타
- 데이비드 팩 (David Pack) - 기타
- 데이비드 페이턴(David Paton) - 베이스, 기타, 보컬
- 레니 재커텍(Lenny Zakatek) - 보컬
- 크리스 레인보(Chris Rainbow) - 보컬
- 콜린 블런스톤(Colin Blunstone) - 보컬
- 아서 브라운(Arthur Browon) - 보컬
- 그레이엄 다이(Graham Dye) - 보컬
- 스티븐 다이(Steven Dye) - 보컬
- 스티븐 할리(Steven Harley) - 보컬
- 테리 실베스터 (Terry Sylvester) - 보컬
- 제프 배러데일 (Geoff Barradale) - 보컬
- 존 마일스(John Miles) - 보컬, 기타
- 로런스 코틀(Laurence Cottle) - 베이스
- 레스 허들 (Les Hurdle) - 베이스
- 조 푸에르타 (Joe Puerta) - 베이스
- 대릴 런즈윅 (Darryl Runswick) - 스트링 베이스
- 스튜어트 토시(Stuart Tosh) - 드럼, 퍼커션, 백보컬
- 스튜어트 엘리엇(Stuart Elliott) - 드럼, 퍼커션
- 벌리 드러먼드 (Burleigh Drummond) - 드럼, 퍼커션
- 빌리 라이얼 (Billy Lyall) - 키보드, 리코더
- 크리스토퍼 노스 (Christopher North) - 키보드
- 멜 콜린스(Mel Collins) - 색소폰, 관악기
- 로런스 주버 (Laurence Juber) - 어쿠스틱 기타
- 케빈 피크 (Kevin Peek) - 어쿠스틱 기타
- 리처드 코틀(Richard Cottle) - 키보드, 색소폰
- 덩컨 매케이 (Duncan MacKay) - 키보드
- 비 제이 콜 (B. J. Cole) - 스틸 기타
- 리처드 트릭스 코틀 (Richard "Trix" Cottle) - 신시사이저, 색소폰
- 밥 호스 (Bob Howes) - 팀파니
- 데이비드 크립 (David Cripp) - 호른
- 존 헬리 (John Heley) - 첼로
- 프랜시스 멍크먼 (Francis Monkman) - 하프시코드
- 존 리치 (John Leach) - 침발롬, 칸텔레
- 휴고 돌턴 (Hugo D'Alton) - 만돌린
- 오슨 웰스 (Orson Welles) - 내레이션
- 레너드 휘팅 (Leonard Whiting) - 내레이션
- 미스터 레이저빔 (Mr. Laser Beam) - 목소리 연기
- 잭 해리스 (Jack Harris) - 백보컬
- 제인 파월 (Jane Powell) - 백보컬
- 힐러리 웨스턴 (Hilary Western) - 백보컬
- 스모키 파슨스 (Smokey Parsons) - 백보컬
- 토니 리버스 (Tony Rivers) - 백보컬
- 존 페리 (John Perry) - 백보컬
- 스튜어트 캘버 (Stuart Calver) - 백보컬
- 웨스터민스터 시립학교 소년합창단 (Westminster City School Boys Choir) - 백 코러스
- 잉글리시 합창단 (The English Chorale) - 백 코러스
- 뮌헨 실내악 오페라 오케스트라 (The Orchestra of the Munich Chamber Opera) - 오케스트라
- 페트릭 스테이플리 (Patrick Stapley) - 부 엔지니어
- 크리스 블레어 (Chris Blair) - 부 엔지니어
- 톰 트레페덴 (Tom Trefethen) - 부 엔지니어
- 토니 리처즈 (Tony Richards) - 부 엔지니어
- 패트릭 조너드 (Patrick Jauneaud) - 부 엔지니어
- 데이브 시들 (Dave Siddle) - 부 엔지니어
- 노엘 래퍼티 (Noel Rafferty) - 부 엔지니어

## 앨범

### 정규 앨범
- Tales of Mystery and Imagination - 1976년 5월 / 1987년 10월
주제: 에드거 앨런 포의 작품에 기반한 앨범. 1987년에 재발매된 CD에는 오슨 웰스의 내레이션이 포함되어 있다. 1975년에 녹음된 오리지널 음반엔 당시 음반사의 우려로 내레이션이 포함되지 못했다.
- I Robot - 1977년 6월
주제: 타이틀 곡 "I Robot"은 아이작 아시모프의 작품, "a view of tommorrow through the eyes of today"에서 따온 것이다. 후속곡 "I Wouldn't Wandt to Be Like You"와 "Breakdown"도 APP팬들에게 많은 인기를 얻었다.
- Pyramid - 1978년 5월
주제: 고대 이집트 피라미드의 신비, 불가사의를 주제로 하고 있다.
- Eve - 1979년 8월
주제: 여자. 이 앨범은 여성 보컬리스트가 참여한 유일한 앨범이다 - 단지 두 곡에 참여하였다.
- The Turn of a Friendly Card - 1980년 11월
주제: 도박. 필립 K. 딕의 소설 The Game-Players of Titan의 영향을 받았다. 이 앨범에는 히트곡 "Time", "Games People Play"가 포함되어 있다.
- Eye in the Sky - 1982년 5월
주제: 감시자. 앨범 타이틀 "Eye in the sky"는 카지노에서 사용되는 감시 카메라(eye in the sky camera)에서 영감을 얻은 것이다. 이 앨범에는 APP의 유명한 싱글곡이 다수 포함되어 있다("Eye in the Sky", "Old and Wise", "Sirius").
- Ammonia Avenue - 1984년 2월
주제: 산업과학 발전에 대한 대중들의 잘못된 이해에 대해 다루고 있다고 밝혔다. 이 앨범에는 "Don't Answer Me", "Prime Time", "You Don't Believe"가 포함되어 있다.
- Vulture Culture - 1985년 2월
주제: 미국 대중 문화와 소비 문화에 대한 비판. 이 앨범에는 "Let's Talk About Me"가 포함되어 있다.
- Stereotomy - 1985년 11월
주제: 다양한 사람들(가수, 배우 등)에게 영향을 주는 부와 명성.
- Gaudi - 1987년 1월
주제: 스페인 건축가 안토니오 가우디의 삶과 작품에 영감을 얻었다.

### 컴필레이션 앨범
- The Best of the Alan Parsons Project (1983)
- The Best of the Alan Parsons Project, Vol. 2 (1987)
- Instrumental Works (1988)
- Pop Classics (1989)
- Anthology (1991)
- The Best of the Alan Parsons Project (2CD) (1992)
- The Very Best of: Live (1995)
- The Definitive Collection (1997)
- Gold Collection (1998)
- Master Hits: The Alan Parsons Project (1999)
- Love Songs (2002)
- Ultimate The Alan Parsons Project (2004)
- Silence & I: The Very Best of the Alan Parsons Project (2005)
- The Essential Alan Parsons Project (2007)

### 싱글
- "(The System Of) Dr. Tarr and Professor Fether" (1976) #37 US
- "The Raven" (1976) #80 US
- "I Wouldn't Want To Be Like You" (1977) #36 US
- "Don't Let It Show" (1977) #92 US
- "What Goes Up" (1978) #87 US
- "Damned If I Do" (1979) #27 US
- "Games People Play" (1981) #16 US
- "Time" (1981) #15 US
- "Snake Eyes" (1981) #67 US
- "Eye in the Sky" (1982) #3 US
- "Psychobabble" (1982) #57 US
- "You Don't Believe" (1983) #54 US
- "Don't Answer Me" (1984) #15 US (video)
- "Prime Time" (1984) #34 US
- "Let's Talk About Me" (1985) #56 US
- "Days Are Numbers (The Traveller)" (1985) #71 US
- "Stereotomy" (1986) #82 US (video)

## 명곡
- Eye in the Sky
- Old And Wise